# Jeong Cheol
Jeong Cheol (n. 1536 - d. 1593) a fost un poet și om de stat coreean.
Maestru al genului gasa, lirica sa a avut un caracter umanist, patriotic, dar și erotic și descriptiv, în formă alegorică.

## Opera
- Cartea de proză poetică a lui Songgang (Songgang gasa), culegere de poezii în stilul gasa;
- Operele lui Songgang (Songgang jip);
- Moștenirea literară a lui Songgang (Songgang jugo).